# Grand Prix van St. Petersburg
De Firestone Grand Prix van St. Petersburg is een IndyCar Series-race die wordt gehouden in Saint Petersburg, Florida, op Stratencircuit Saint Petersburg. In de meeste jaren sinds 2009 fungeert de race als seizoensopener (of in ieder geval als eerste race op Amerikaanse bodem). De race wordt jaarlijks in het voorjaar gehouden, met uitzondering van 2020, toen hij werd uitgesteld tot oktober vanwege de COVID-19 pandemie.
De race vindt plaats op een tijdelijk parcours, gebruikmakend van straten in het centrum, en een landingsbaan van Albert Whitted Airport. Het evenement werd voor het eerst verreden in 1985, en de IndyCar deed voor het eerst mee in 2003.

## Geschiedenis
Het inaugurele evenement in 1985 werd georganiseerd door William T. McVey, president van de McBri Corporation in Tampa en lid van IMSA en de SCCA. De SCCA Trans-Am Series hield van 1985 tot 1990 een race op een circuit aan het water in het centrum van St. Petersburg. Can-Am deed ook mee in 1985. Omwonenden en bedrijven klaagden over geluidsoverlast en het evenement werd uiteindelijk stopgezet. Coureur Jim Fitzgerald kwam om bij een crash tijdens de race van 1987.
Van 1996 tot 1997 werd de St. Petersburg race nieuw leven ingeblazen op een ander parcours rond Tropicana Field (ongeveer een mijl ten westen van het oorspronkelijke parcours aan het water). Naast de Trans-Am Series waren er ook U.S. FF2000, World Challenge, Pro SRF en Barber Dodge ondersteunende races. Het evenement ging vervolgens weer voor enkele jaren op pauze.
In 2003 werd het evenement weer nieuw leven ingeblazen voor de Champ Car World Series. Er werd een nieuwe, aangepaste versie van het oorspronkelijke circuit aan de waterkant van 1985 gemaakt.
Voor 2004 werd het evenement geannuleerd wegens een geschil tussen de promotors, bovendien zorgde het faillissement en de liquidatie van de CART Series in de nieuwe Champ Car World Series voor een herschikking van de kalender. Toen de race in 2005 terugkeerde, stapte die over naar de IndyCar Series, het eerste niet-oval evenement voor de Indy Racing League. In 2007 werd het raceweekend uitgebreid met een American Le Mans Series evenement.
Andretti Green Promotions zou later de promotie van het evenement overnemen. Vanaf 2014 nam Firestone het over als titelsponsor.

## Eerdere winnaars
| Seizoen                | Datum                  | Coureur                | Team                    | Chassis                | Motor/Aerokit          | Banden                 | Race afstand           | Race afstand           | Race tijd              | Gem. (kmu)             | Verslag                |
| Seizoen                | Datum                  | Coureur                | Team                    | Chassis                | Motor/Aerokit          | Banden                 | Rondes                 | Kilometers             | Race tijd              | Gem. (kmu)             | Verslag                |
| Champ Car World Series | Champ Car World Series | Champ Car World Series | Champ Car World Series  | Champ Car World Series | Champ Car World Series | Champ Car World Series | Champ Car World Series | Champ Car World Series | Champ Car World Series | Champ Car World Series | Champ Car World Series |
| ---------------------- | ---------------------- | ---------------------- | ----------------------- | ---------------------- | ---------------------- | ---------------------- | ---------------------- | ---------------------- | ---------------------- | ---------------------- | ---------------------- |
| 2003                   | 23 februari            | Paul Tracy             | Forsythe Racing         | Lola B02/00            | Ford–Cosworth XFE      | Bridgestone            | 105                    | 305.179                | 2:04:28                | 147,095                | Verslag                |
| 2004                   | Niet gehouden          | Niet gehouden          | Niet gehouden           | Niet gehouden          | Niet gehouden          | Niet gehouden          | Niet gehouden          | Niet gehouden          | Niet gehouden          | Niet gehouden          | Niet gehouden          |
| IndyCar Series         |                        |                        |                         |                        |                        |                        |                        |                        |                        |                        |                        |
| 2005                   | 3 april                | Dan Wheldon            | Andretti Green Racing   | Dallara                | Honda                  | Firestone              | 100                    | 289.681                | 2:09:54                | 133,800                | Verslag                |
| 2006                   | 2 april                | Hélio Castroneves      | Team Penske             | Dallara                | Honda                  | Firestone              | 100                    | 289.681                | 1:56:58                | 148,606                | Verslag                |
| 2007                   | 1 april                | Hélio Castroneves (2)  | Team Penske (2)         | Dallara                | Honda                  | Firestone              | 100                    | 289.681                | 2:01:07                | 143,498                | Verslag                |
| 2008                   | 6 april                | Graham Rahal           | Newman-Haas Racing      | Dallara                | Honda                  | Firestone              | 83*                    | 240.435                | 2:00:44                | 119,495                | Verslag                |
| 2009                   | 5 april                | Ryan Briscoe           | Team Penske (3)         | Dallara                | Honda                  | Firestone              | 100                    | 289.681                | 2:12:27                | 131,229                | Verslag                |
| 2010                   | 29 maart*              | Will Power             | Team Penske (4)         | Dallara                | Honda                  | Firestone              | 100                    | 289.681                | 2:07:06                | 136,754                | Verslag                |
| 2011                   | 27 maart               | Dario Franchitti       | Chip Ganassi Racing     | Dallara                | Honda                  | Firestone              | 100                    | 289.681                | 2:01:00                | 143,650                | Verslag                |
| 2012                   | 25 maart               | Hélio Castroneves (3)  | Team Penske (5)         | Dallara DW12           | Chevrolet/UAK-12       | Firestone              | 100                    | 289.681                | 1:59:51                | 145,022                | Verslag                |
| 2013                   | 24 maart               | James Hinchcliffe      | Andretti Autosport (2)  | Dallara DW12           | Chevrolet/UAK-12       | Firestone              | 110                    | 318.65                 | 2:22:13                | 134,442                | Verslag                |
| 2014                   | 30 maart               | Will Power (2)         | Team Penske (6)         | Dallara DW12           | Chevrolet/UAK-12       | Firestone              | 110                    | 318.65                 | 2:06:58                | 150,589                | Verslag                |
| 2015                   | 29 maart               | Juan Pablo Montoya     | Team Penske (7)         | Dallara DW12           | Chevrolet/CAK-15       | Firestone              | 110                    | 318.65                 | 2:16:58                | 139,586                | Verslag                |
| 2016                   | 13 maart               | Juan Pablo Montoya (2) | Team Penske (8)         | Dallara DW12           | Chevrolet/CAK-16 (5)   | Firestone              | 110                    | 318.65                 | 2:13:28                | 143,241                | Verslag                |
| 2017                   | 12 maart               | Sébastien Bourdais     | Dale Coyne Racing       | Dallara DW12           | Honda/HAK-16           | Firestone              | 110                    | 318.65                 | 2:04:32                | 153,516                | Verslag                |
| 2018                   | 11 maart               | Sébastien Bourdais (2) | Dale Coyne Racing (2)   | Dallara DW12           | Honda/UAK-18 (9)       | Firestone              | 110                    | 318.65                 | 2:17:48                | 138,736                | Verslag                |
| 2019                   | 10 maart               | Josef Newgarden        | Team Penske (9)         | Dallara DW12           | Chevrolet/UAK-18 (6)   | Firestone              | 110                    | 318.65                 | 2:04:18                | 153,808                | Verslag                |
| 2020                   | 25 oktober             | Josef Newgarden (2)    | Team Penske (10)        | Dallara DW12           | Chevrolet/UAK-18 (7)   | Firestone              | 100                    | 289.681                | 2:06:12                | 138,197                | Verslag                |
| 2021                   | 25 april               | Colton Herta           | Andretti Autosport (3)  | Dallara DW12           | Honda/UAK-18 (10)      | Firestone              | 100                    | 289.681                | 1:51:51                | 155,385                | Verslag                |
| 2022                   | 27 februari            | Scott McLaughlin       | Team Penske (11)        | Dallara DW12           | Chevrolet/UAK-18 (8)   | Firestone              | 100                    | 289.681                | 1:51:27                | 155,943                | Verslag                |
| 2023                   | 5 maart                | Marcus Ericsson        | Chip Ganassi Racing (2) | Dallara DW12           | Honda/UAK-18 (11)      | Firestone              | 100                    | 289.681                | 2:05:30                | 138,479                | Verslag                |

- 2008: Race ingekort als gevolg van slecht weer bij de start waardoor de race na negen ronden voor de safety car pas in ronde 10 werd gestart. Ingekort door de ESPN onder tijdslimiet.
- 2010: Race uitgesteld van 28 maart als gevolg van guur weer.[8]
- 2020: Race uitgesteld van 15 maart tot 25 oktober en ingekort tot 100 ronden vanwege de COVID-19 pandemie.
- 2021: Race uitgesteld van 7 maart tot 25 april vanwege de COVID-19 pandemie.
- UAK = Universal Aero Kit
- CAK = Chevrolet Aero Kit
- HAK = Honda Aero Kit

## Winnaars support series

### Road to Indy presented by Cooper Tire
| Indy NXT | Indy NXT                                 | Indy NXT                                 | Indy NXT                                 | Indy NXT                                 |                            | Star Mazda Championship    | Star Mazda Championship    | Star Mazda Championship |             | U.S. F2000 National Championship | U.S. F2000 National Championship | U.S. F2000 National Championship |
| Seizoen  | Datum                                    | Coureur                                  | Chassis                                  | Motor                                    | Seizoen                    | Datum                      | Coureur                    | Seizoen                 | Datum       | Coureur                          |                                  |                                  |
| 2005     | 3 april                                  | Marco Andretti                           | Dallara                                  | Infiniti                                 | 2010                       | 28 maart                   | Conor Daly                 | 2010                    | 27 maart    | Sage Karam                       |                                  |                                  |
| 2006     | 1 april                                  | Raphael Matos                            | Dallara                                  | Infiniti                                 | 2011                       | 26 maart                   | Connor De Phillippi        | 2010                    | 28 maart    | Sage Karam                       |                                  |                                  |
| 2006     | 2 april                                  | Raphael Matos                            | Dallara                                  | Infiniti                                 | 2012                       | 24 maart                   | Connor De Phillippi        | 2011                    | 26 maart    | Spencer Pigot                    |                                  |                                  |
| 2007     | 31 maart                                 | Alex Lloyd                               | Dallara                                  | Infiniti                                 | 2012                       | 25 maart                   | Jack Hawksworth            | 2011                    | 27 maart    | Petri Suvanto                    |                                  |                                  |
| 2007     | 1 april                                  | Alex Lloyd                               | Dallara                                  | Infiniti                                 | Pro Mazda Championship     | Pro Mazda Championship     | Pro Mazda Championship     | 2012                    | 24 maart    | Spencer Pigot                    |                                  |                                  |
| 2008     | 5 april                                  | Raphael Matos                            | Dallara                                  | Infiniti                                 | 2013                       | 23 maart                   | Diego Ferreira             | 2012                    | 25 maart    | Spencer Pigot                    |                                  |                                  |
| 2008     | 6 april                                  | Richard Antinucci                        | Dallara                                  | Infiniti                                 | 2013                       | 24 maart                   | Matthew Brabham            | 2013                    | 23 maart    | Scott Hargrove                   |                                  |                                  |
| 2009     | 4 april                                  | Junior Strous                            | Dallara                                  | Infiniti                                 | 2014                       | 29 maart                   | Spencer Pigot              | 2013                    | 24 maart    | Scott Hargrove                   |                                  |                                  |
| 2009     | 5 april                                  | Junior Strous                            | Dallara                                  | Infiniti                                 | 2014                       | 30 maart                   | Spencer Pigot              | 2014                    | 29 maart    | Victor Franzoni                  |                                  |                                  |
| 2010     | 28 maart                                 | Jean Karl Vernay                         | Dallara                                  | Infiniti                                 | 2015                       | 28 maart                   | Neil Alberico              | 2014                    | 30 maart    | R.C. Enerson                     |                                  |                                  |
| 2011     | 27 maart                                 | Josef Newgarden                          | Dallara                                  | Honda                                    | 2015                       | 29 maart                   | Neil Alberico              | 2015                    | 28 maart    | Jake Eidson                      |                                  |                                  |
| 2012     | 24 maart                                 | Tristan Vautier                          | Dallara                                  | Honda                                    | 2016                       | 12 maart                   | Patricio O'Ward            | 2015                    | 29 maart    | Jake Eidson                      |                                  |                                  |
| 2013     | 23 maart                                 | Jack Hawksworth                          | Dallara                                  | Honda                                    | 2016                       | 13 maart                   | Aaron Telitz               | 2016                    | 12 maart    | Jordan Lloyd                     |                                  |                                  |
| 2014     | 30 maart                                 | Zach Veach                               | Dallara                                  | Honda                                    | 2017                       | 11 maart                   | Anthony Martin             | 2016                    | 12 maart    | Jordan Lloyd                     |                                  |                                  |
| 2015     | 28 maart                                 | Ed Jones                                 | Dallara                                  | Mazda                                    | 2017                       | 12 maart                   | Anthony Martin             | 2017                    | 11 maart    | Robert Megennis                  |                                  |                                  |
| 2015     | 29 maart                                 | Ed Jones                                 | Dallara                                  | Mazda                                    | 2018                       | 10 maart                   | Rinus VeeKay               | 2017                    | 12 maart    | Oliver Askew                     |                                  |                                  |
| 2016     | 12 maart                                 | Félix Serrallés                          | Dallara                                  | Mazda                                    | 2018                       | 11 maart                   | Rinus VeeKay               | 2018                    | 10 maart    | Kyle Kirkwood                    |                                  |                                  |
| 2016     | 13 maart                                 | Felix Rosenqvist                         | Dallara                                  | Mazda                                    | Indy Pro 2000 Championship | Indy Pro 2000 Championship | Indy Pro 2000 Championship | 2018                    | 11 maart    | Alexandre Baron                  |                                  |                                  |
| 2017     | 11 maart                                 | Aaron Telitz                             | Dallara                                  | Mazda                                    | 2019                       | 9 maart                    | Parker Thompson            | 2019                    | 9 maart     | Braden Eves                      |                                  |                                  |
| 2017     | 12 maart                                 | Colton Herta                             | Dallara                                  | Mazda                                    | 2019                       | 10 maart                   | Parker Thompson            | 2019                    | 10 maart    | Braden Eves                      |                                  |                                  |
| 2018     | 10 maart                                 | Patricio O'Ward                          | Dallara                                  | Mazda                                    | 2020                       | 24 oktober                 | Sting Ray Robb             | 2020                    | 24 oktober  | Kiko Porto                       |                                  |                                  |
| 2018     | 11 maart                                 | Santiago Urrutia                         | Dallara                                  | Mazda                                    | 2020                       | 25 oktober                 | Hunter McElrea             | 2020                    | 25 oktober  | Christian Brooks                 |                                  |                                  |
| 2019     | 9 maart                                  | Zachary Claman                           | Dallara                                  | AER                                      | 2021                       | 24 april                   | Braden Eves                | 2021                    | 24 april    | Christian Brooks                 |                                  |                                  |
| 2019     | 10 maart                                 | Rinus VeeKay                             | Dallara                                  | AER                                      | 2021                       | 25 april                   | Christian Rasmussen        | 2021                    | 24 april    | Christian Brooks                 |                                  |                                  |
| 2020     | Geannuleerd vanwege de COVID-19 pandemie | Geannuleerd vanwege de COVID-19 pandemie | Geannuleerd vanwege de COVID-19 pandemie | Geannuleerd vanwege de COVID-19 pandemie | 2022                       | 25 februari                | Josh Green                 | 2022                    | 25 februari | Jace Denmark                     |                                  |                                  |
| 2021     | 24 april                                 | Kyle Kirkwood                            | Dallara                                  | AER                                      | 2022                       | 26 februari                | Nolan Siegel               | 2022                    | 27 februari | Myles Rowe                       |                                  |                                  |
| 2021     | 25 april                                 | David Malukas                            | Dallara                                  | AER                                      | 2023                       | 4 maart                    | Christian Brooks           | 2023                    | 4 maart     | Lochie Hughes                    |                                  |                                  |
| 2022     | 27 februari                              | Matthew Brabham                          | Dallara                                  | AER                                      | 2023                       | 5 maart                    | Myles Rowe                 | 2023                    | 5 maart     | Nikita Johnson                   |                                  |                                  |
| 2023     | 5 maart                                  | Danial Frost                             | Dallara                                  | AER                                      |                            |                            |                            |                         |             |                                  |                                  |                                  |

### Atlantic Championship
| Seizoen | Datum       | Coureur          |
| ------- | ----------- | ---------------- |
| 1985    | 3 november  | Riley Hopkins    |
| 1986    | 16 november | Scott Goodyear   |
| 1987    | 7 november  | Johnny O'Connell |
| 1988    | 23 oktober  | Jocko Cunningham |
| 1989    | 29 oktober  | Jocko Cunningham |
| 1990    | 4 november  | Brian Till       |
| Bron:   |             |                  |

### American Le Mans Series
| Seizoen | LMP1 Team                    | LMP2 Team                   | GT1 Team                     | GT2 Team                       | Verslag |
| Seizoen | LMP1 Coureurs                | LMP2 Coureurs               | GT1 Coureurs                 | GT2 Coureurs                   | Verslag |
| ------- | ---------------------------- | --------------------------- | ---------------------------- | ------------------------------ | ------- |
| 2007    | #1 Audi Sport North America  | #6 Penske Racing            | #4 Corvette Racing           | #62 Risi Competizione          | Verslag |
| 2007    | Rinaldo Capello Allan McNish | Sascha Maassen Ryan Briscoe | Oliver Gavin Olivier Beretta | Mika Salo Jaime Melo           | Verslag |
| 2008    | #2 Audi Sport North America  | #7 Penske Racing            | #4 Corvette Racing           | #71 Tafel Racing               | Verslag |
| 2008    | Marco Werner Lucas Luhr      | Timo Bernhard Romain Dumas  | Olivier Beretta Oliver Gavin | Dominik Farnbacher Dirk Müller | Verslag |
| 2009    | #9 Patrón Highcroft Racing   | #15 Lowe's Fernández Racing | Geen deelnemers              | #45 Flying Lizard Motorsports  | Verslag |
| 2009    | David Brabham Scott Sharp    | Adrian Fernández Luis Díaz  | Geen deelnemers              | Patrick Long Jörg Bergmeister  | Verslag |

- Winnaar overall is vetgedrukt.

### Stadium Super Trucks
| Seizoen | Datum    | Coureur         |
| ------- | -------- | --------------- |
| 2014    | 29 maart | Robby Gordon    |
| 2014    | 30 maart | P.J. Jones      |
| 2015    | 28 maart | Sheldon Creed   |
| 2015    | 29 maart | Burt Jenner     |
| 2016    | 12 maart | Sheldon Creed   |
| 2016    | 13 maart | Keegan Kincaid  |
| 2017    | 11 maart | Robby Gordon    |
| 2017    | 12 maart | Matthew Brabham |
| 2021    | 24 april | Sheldon Creed   |
| 2021    | 25 april | Sheldon Creed   |

### SCCA Trans-Am
| Seizoen                  | Datum       | Coureur        | Team            | Chassis              | Race afstand | Race afstand | Race tijd | Gem. (kmu) |
| Seizoen                  | Datum       | Coureur        | Team            | Chassis              | Rondes       | Kilometers   | Race tijd | Gem. (kmu) |
| ------------------------ | ----------- | -------------- | --------------- | -------------------- | ------------ | ------------ | --------- | ---------- |
| 1985                     | 3 november  | Willy T. Ribbs | Roush Racing    | Mercury Capri        | 50           | 160.934      | 01:15:05  | 128,603    |
| 1986                     | 15 november | Pete Halsmer   | Roush Racing    | Mercury Merkur XR4Ti | 50           | 160.934      | 01:15:09  | 128,487    |
| 1987                     | 15 november | Pete Halsmer   | Roush Racing    | Mercury Merkur XR4Ti | 50           | 160.934      | 02:06:24  | 76,383     |
| 1988                     | 23 oktober  | Walter Röhrl   | Audi of America | Audi 200 Quattro     | 63           | 202.777      | 01:38:09  | 123,953    |
| 1989                     | 29 oktober  | Irv Hoerr      |                 | Oldsmobile Cutlass   | 63           | 202.777      | 01:42:55  | 118,221    |
| 1990                     | 4 november  | Chris Kneifel  |                 | Chevrolet Beretta    | 63           | 202.777      | 01:47:11  | 113,515    |
| 1991–1995, niet gehouden |             |                |                 |                      |              |              |           |            |
| 1996                     | 25 februari | Ron Fellows    |                 | Chevrolet Camero     | 63           | 171.346      | 01:18:13  | 113.515    |
| 1997                     | 25 februari | Tommy Kendall  |                 | Ford Mustang         | 60           | 163.187      | 01:14:44  | 131,009    |
| 1998–2002, niet gehouden |             |                |                 |                      |              |              |           |            |
| 2003                     | 23 februari | Scott Pruett   |                 | Jaguar XKR           | 55           | 159.856      | 01:16:06  | 131,009    |

### Can-Am
- 1985:  Lou Sell

### SCCA Super Vee
- 1986:  Didier Theys
- 1987:  Dave Kudrave
- 1988:  Bernard Jourdain
- 1989:  Stuart Crow
- 1990:  Chris Smith

## Circuit
Het parcours van de Straten van St. Petersburg is een stratencircuit dat bestaande wegen verbindt met een van de twee start- en landingsbanen van Albert Whitted Airport in St. Petersburg, Florida. Het loopt ook over in de parkeerplaats van het Al Lang Stadium. St. Petersburg is geclassificeerd als een FIA Grade Two circuit.

### Eerste baan aan de baai
Het oorspronkelijke Trans-Am-circuit van 1985 had een soortgelijke opzet als het parcours dat vandaag wordt gebruikt. In het eerste jaar liep het circuit tot aan de pier, maakte een bocht van 180 graden en keerde terug. Aan het einde van Bayshore Drive, in plaats van af te buigen naar de landingsbanen van de luchthaven, cirkelde het circuit rond 5th Avenue Southeast rond de Bayfront Arena, en de start/finishlijn bevond zich net ten zuiden van de paddock (het parkeerterrein van Bayfront Arena). Bovendien liep het oude circuit verder over Beach Drive Northeast, helemaal tot 5th Avenue Northeast. 5th Ave. NE was een erg smal stuk. Het circuit liep in zuidelijke richting over de Bayshore Drive Northeast, en passeerde The Pier.

### Tropicana Field-circuit
Het tweede circuit in Tropicana Field lag ongeveer een mijl ten westen van de locatie aan het water. Het circuit gebruikte de wegen rond de perimeter van de parkeerplaats van het stadion.

### Tweede baan aan de baai
Toen het circuit werd heringericht, draaide het noordelijke deel in plaats daarvan op Central Avenue, en ging niet zo ver als The Pier. De pits en het rechte stuk werden verplaatst naar de luchthaven, en een speciaal aangelegd paddockgebied werd verhard naast de startbaan. Het Albert Whitted Park werd heringericht/verplaatst, en het hele circuit werd opnieuw geasfalteerd.
De pits en paddocks, evenals de verbinding tussen de Dan Wheldon Way en de landingsbaan (bocht 11, 12 en 13) werden in 2003 speciaal voor het circuit aangelegd en worden beschouwd als permanente onderdelen van het overigens tijdelijke circuit.
Na de crash tijdens de laatste ronde van de IndyCar Series 2011, IZOD IndyCar World Championship 2011, waarbij de inwoner van Snell Isle, Dan Wheldon, die in 2005 de race en twee Indianapolis 500-titels won, om het leven kwam, werd het rechte stuk na bocht 10 (de bocht van Bayshore Drive naar Albert Whitted Park) omgedoopt tot "Dan Wheldon Way" ter nagedachtenis van hem. Het bord en de gedenkplaat werden op 6 maart 2012 onthuld door de burgemeester van St. Petersburg, Bill Foster. Het permanente Dan Wheldon Memorial bevindt zich naast het Dali-museum aan de andere kant van bocht 10, waar de racewinnaars hun naam op het gedenkteken laten plaatsen.

De lay-out van het circuit van 1986 tot 1991
De lay-out van het circuit van 1996 tot 2000
De lay-out van het circuit van 2003 tot heden

### Ronde records
De officiële race ronde records bij de Grand Prix van St. Petersburg staan genoteerd als:
| Categorie                                        | Tijd                                             | Coureur                                          | Chassis                                          | Race                                                    |
| Huidig Grand Prix Circuit: 2.897 km (2003–heden) | Huidig Grand Prix Circuit: 2.897 km (2003–heden) | Huidig Grand Prix Circuit: 2.897 km (2003–heden) | Huidig Grand Prix Circuit: 2.897 km (2003–heden) | Huidig Grand Prix Circuit: 2.897 km (2003–heden)        |
| ------------------------------------------------ | ------------------------------------------------ | ------------------------------------------------ | ------------------------------------------------ | ------------------------------------------------------- |
| IndyCar                                          | 1:00.9868                                        | Conor Daly                                       | Dallara DW12                                     | Firestone Grand Prix van St. Petersburg 2022            |
| CART                                             | 1:01.825                                         | Sébastien Bourdais                               | Lola B02/00                                      | Grand Prix van St. Petersburg 2003                      |
| LMP2                                             | 1:04.340                                         | Ryan Briscoe                                     | Porsche RS Spyder Evo                            | Sports Car Challenge van St. Petersburg 2007            |
| LMP1                                             | 1:04.725                                         | Allan McNish                                     | Audi R10 TDI                                     | Sports Car Challenge van St. Petersburg 2007            |
| Indy Lights                                      | 1:04.9562                                        | Kyle Kirkwood                                    | Dallara IL-15                                    | Indy Lights Grand Prix van St. Petersburg 2021          |
| Indy Pro 2000                                    | 1:08.1141                                        | Sting Ray Robb                                   | Tatuus PM-18                                     | Indy Pro 2000 Grand Prix van St. Petersburg 2020        |
| GT1                                              | 1:09.770                                         | Oliver Gavin                                     | Chevrolet Corvette C6.R                          | Sports Car Challenge van St. Petersburg 2008            |
| US F2000                                         | 1:12.2279                                        | Kiko Porto                                       | Tatuus USF-17                                    | Cooper Tires USF2000 Grand Prix van St. Petersburg 2020 |
| GT2                                              | 1:12.699                                         | Tomáš Enge                                       | Ferrari F430 GTC                                 | Sports Car Challenge van St. Petersburg 2007            |
| GT3                                              | 1:13.642                                         | Justin Wetherill                                 | Ferrari 488 GT3 Evo 2020                         | St. Petersburg GT America-ronde 2022                    |
| Trans-Am                                         | 1:14.634                                         | Scott Pruett                                     | Jaguar XKR                                       | St. Petersburg Trans-Am-ronde 2003                      |
| SRO GT2                                          | 1:18.881                                         | C.J. Moses                                       | Audi R8 LMS GT2                                  | St. Petersburg GT America-ronde 2022                    |
| GT4                                              | 1:19.190                                         | Jade Buford                                      | Ford Mustang GT4                                 | St. Petersburg GT4 America-ronde 2019                   |
| GTS                                              | 1:21.777                                         | Peter Cunningham                                 | Acura TSX                                        | St. Petersburg Pirelli World Challenge-ronde 2012       |
| TC                                               | 1:25.101                                         | Tristan Hebert                                   | Volkswagen GLI                                   | St. Petersburg Pirelli World Challenge-ronde 2012       |
| Derde Grand Prix Circuit: 2.720 km (1996–2000)   |                                                  |                                                  |                                                  |                                                         |
| Trans-Am                                         | 1:14.8                                           | Tommy Kendall                                    | Ford Mustang                                     | St. Petersburg Trans-Am-ronde 1997                      |
| Tweede Grand Prix Circuit: 3.219 km (1986–1991)  |                                                  |                                                  |                                                  |                                                         |
| Trans-Am                                         | 1:17.440                                         | Scott Pruett                                     | Merkur XR4Ti                                     | St. Petersburg Trans-Am-ronde 1987                      |
| Originele Grand Prix Circuit: 3.219 km (1985)    |                                                  |                                                  |                                                  |                                                         |
| Can-Am                                           | 1:23.020                                         | Peter Greenfield                                 | Ralt RT4                                         | Can-Am Challenge in St. Petersburg 1985                 |
| Trans-Am                                         | 1:27.836                                         | Willy T. Ribbs                                   | Mercury Capri                                    | St. Petersburg Trans-Am-ronde 1985                      |

## Samenvattingen races IndyCar
2005: De allereerste race van de Indy Racing League zag Andretti Green Racing de pole winnen en de top vier posities bezetten. Dan Wheldon eindigde als eerste, Tony Kanaan als tweede.
2006: Dario Franchitti won de pole, maar werd vroegtijdig uitgeschakeld door een mechanisch defect. De wedstrijd eindigde onder de gele vlag nadat Tomas Scheckter en Buddy Rice met nog vier ronden te gaan de vangrail hadden geraakt. Roberto Moreno verving Ed Carpenter voor deze race toen Carpenter herstelde van zijn blessures, maar door stuurproblemen eindigde hij op de 18e plek. Hélio Castroneves was de winnaar.
2007: Pole-winnaar Hélio Castroneves leidde 95 van de 100 ronden en hield Scott Dixon af voor de overwinning met 0.6007 seconden, de dichtste finish op een stratencircuit in de IRL geschiedenis op dat moment. In de eerste ronde waren vijf auto's betrokken bij een spin, waaronder Tony Kanaan. In de training had Kanaan zijn gekwalificeerde auto gecrasht, maar het team repareerde de auto zodat hij als zesde kon starten in plaats van een reserve te gebruiken. Door de spin viel hij terug naar de achterhoede. Na een reeks pitstops onder geel, nam Dan Wheldon de leiding. Bij een herstart in ronde 35, stootte Castroneves Wheldon van achteren aan, en glipte er voorbij om de leiding definitief over te nemen. In de beste run van een Foyt team sinds een paar seizoenen, reed Darren Manning zo hoog als derde tot een late spin hem naar de 13de plaats deed zakken. Na de spin in de eerste ronde herstelde Tony Kanaan zich en eindigde als derde.
2008: Zware regenval in de ochtend doorweekte het circuit en liet veel water staan. De race ging van start na 10 ronden voorzichtigheid terwijl de baan opdroogde. Bij de start nam Tony Kanaan de leiding, maar werd al snel gepasseerd door Justin Wilson. In het begin van de race maakten verschillende auto's, waaronder Danica Patrick, Marco Andretti en Mario Moraes, spins. In de 37e ronde na een herstart werd rookie Graham Rahal van achteren geraakt door Will Power terwijl hij als derde reed. Hij kon verder rijden. Verschillende gele vlaggen vertraagden de race, waaronder een crash van Ryan Briscoe en een incident met meerdere auto's waarbij Vítor Meira, Franck Perera en Townsend Bell betrokken waren. Bij de herstart die volgde, reed Rahal-Letterman Racing-coureur Ryan Hunter-Reay aan de leiding voor Graham Rahal. Rahal nam de leiding in de eerste bocht. Omdat de tijd opraakte voor de tijdslimiet van twee uur, dreigde de race voor de geplande tijd te eindigen. Bij de laatste herstart waren er nog iets minder dan vier minuten te racen. Rahal hield een aanvallende Hélio Castroneves van zich af en won zijn eerste race. Met zijn 19 jaar en 93 dagen werd Rahal de jongste rijder ooit die een Indy-race won, en ook de jongste winnaar in de geschiedenis van de IndyCar Series. Hij brak het record van Marco Andretti uit 2006. Hij werd ook de vierde coureur die een IndyCar Series-race won in zijn eerste start, samen met Buzz Calkins, Juan Pablo Montoya en Scott Dixon.
2009: In de openingsronde was polesitter Graham Rahal betrokken bij een licht contact met Tony Kanaan, waardoor zijn neus beschadigd raakte en hij diep in het klassement terugviel. Met nog 20 ronden te gaan viel titelverdediger Scott Dixon uit na contact met Hideki Mutoh. Met nog 14 ronden te gaan nam Ryan Briscoe bij een herstart de leiding over van Justin Wilson. Briscoe hield Ryan Hunter-Reay van zich af en behaalde de overwinning.

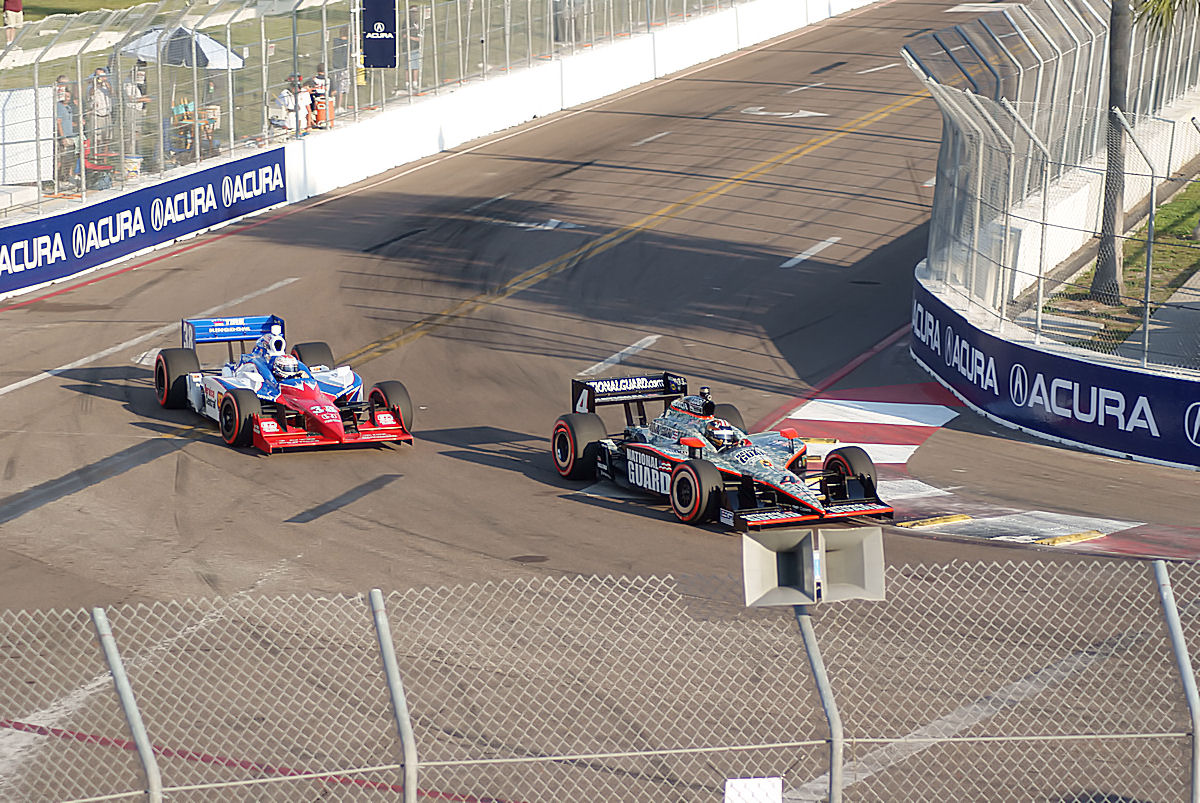
J.R. Hildebrand passeert Graham Rahal in bocht 10 tijdens de Honda Grand Prix van St. Petersburg 2011

2011: De eerste race met de nieuwe dubbele herstarts eist zijn tol van het veld, want de coureurs moeten zich aanpassen. In de eerste ronde maakte Marco Andretti in bocht 1 een grote botsing waarbij verschillende auto's betrokken waren en hij gaf Hélio Castroneves de schuld van de crash. Verschillende andere rijders hadden contact bij de herstarts, waardoor het veld uitgedund werd. Dario Franchitti bleef het grootste deel van de race aan de leiding en won de seizoensopener. Simona de Silvestro trok de meeste aandacht in de latere fases van de race, toen ze Tony Kanaan uitdaagde. Kanaan, die net een paar dagen eerder een contract had gekregen bij KV Racing, hield haar in de laatste ronden van zich af en eindigde verrassend als derde.

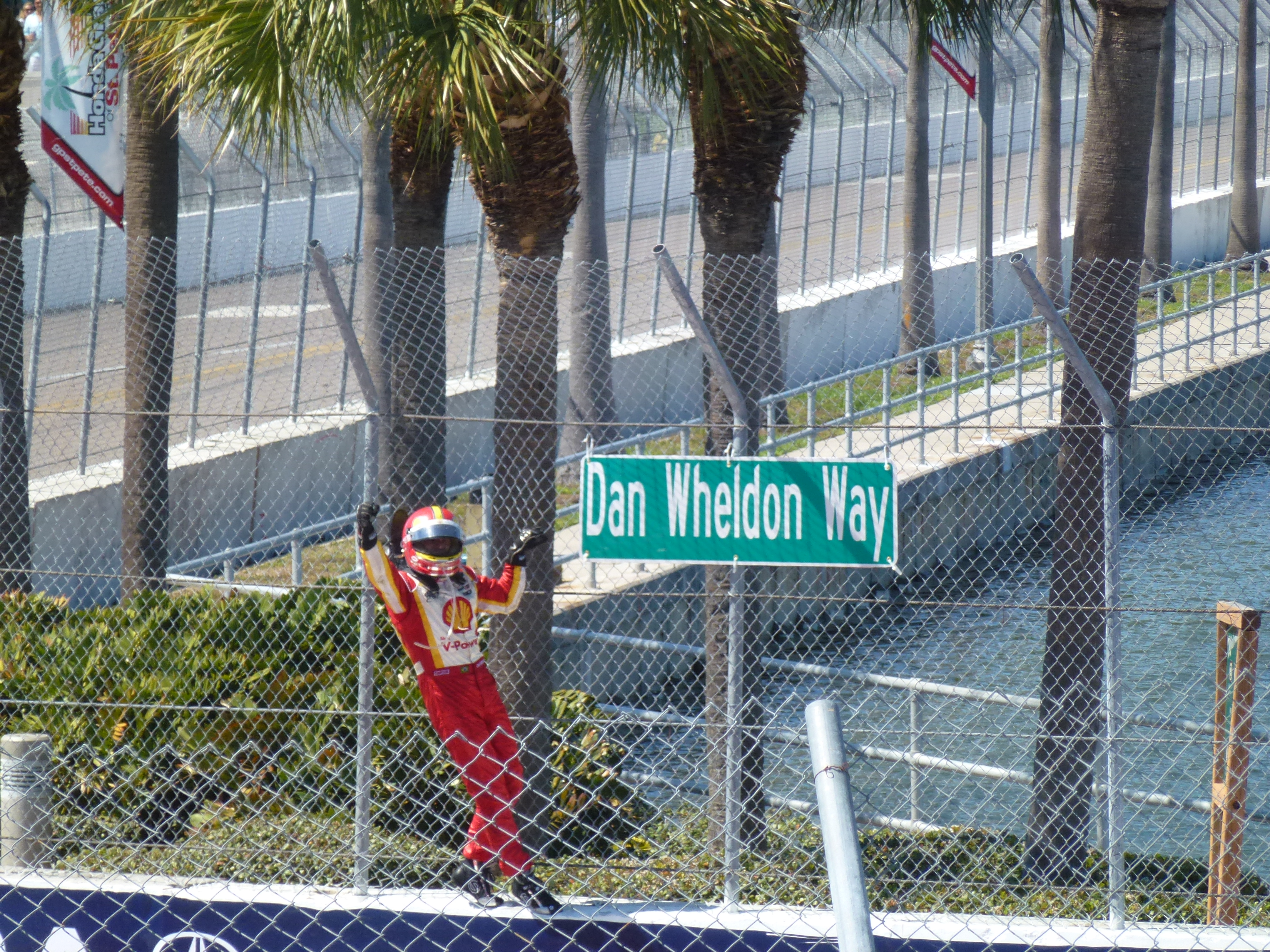
Castroneves klimt over het hek om zijn overwinning in de Grand Prix van St. Petersburg 2012 te vieren

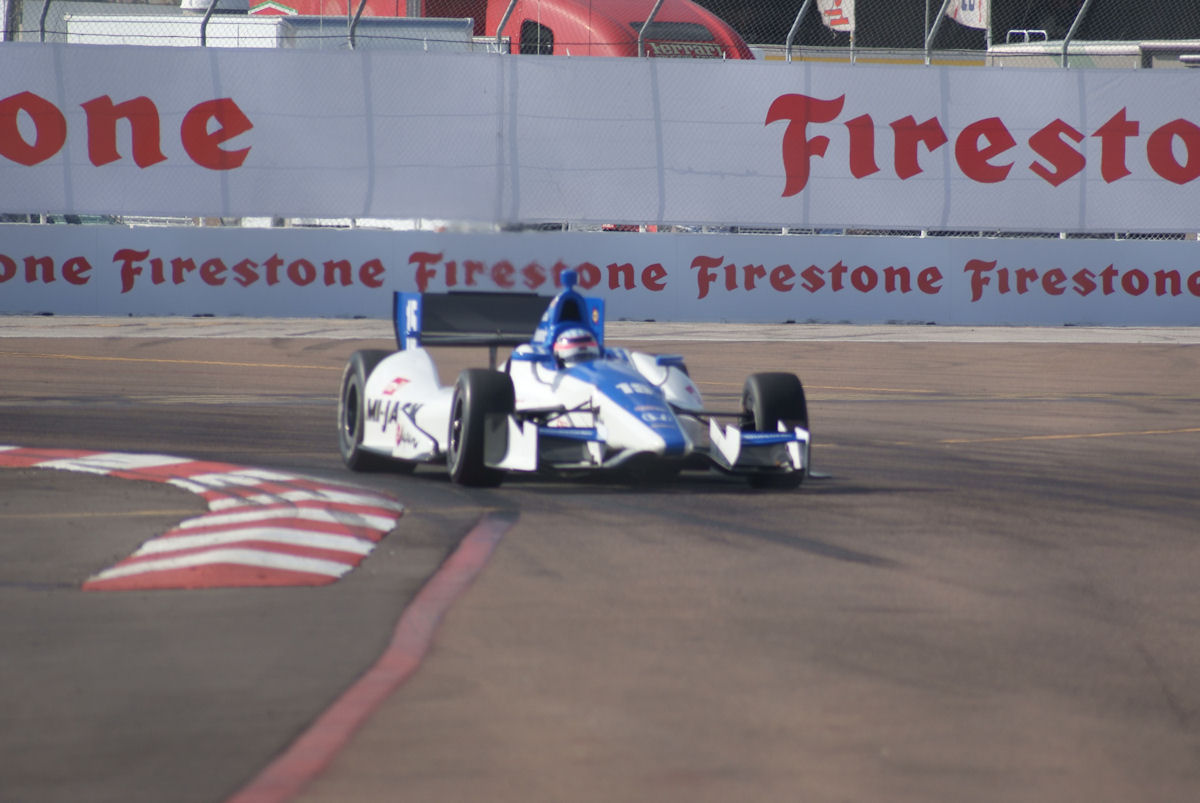
Takuma Sato tijdens de ochtendtraining tijdens de Honda Grand Prix van St. Petersburg 2012

2012: Hélio Castroneves won de openingswedstrijd van het seizoen, waarmee hij een einde maakte aan een reeks zonder overwinningen die terugging tot Motegi in 2010. Het was de eerste race voor het nieuwe Dallara DW-12 chassis en het nieuwe turbo-motorpakket. Castroneves' overwinning betekende de eerste overwinning voor Chevrolet in de IndyCar Series sinds 2005. Het was ook de eerste race sinds het fatale ongeluk van Dan Wheldon. Will Power nam de leiding vanaf de poleposition bij de start, maar tijdens de eerste gele vlag dook hij de pits in om te gokken op een brandstofstrategie. De strategie werkte averechts en Power was de rest van de race niet meer van de partij. Tijdens de laatste reeks pitstops stonden Castroneves en Scott Dixon op de eerste en tweede plaats. Dixon pitste als eerste in ronde 72, en Castroneves een ronde later. Terwijl de rest van de koplopers hun laatste pitstops maakten, passeerde Castroneves Dixon aan de buitenkant van bocht 1 voor de tweede plaats. Nadat de reeks pitstops voorbij was, reed Castroneves de laatste 26 ronden aan de leiding om de overwinning op te eisen. Tijdens zijn overwinningsronde stopte Castroneves in bocht 10, klom uit zijn auto en vierde zijn gebruikelijke "Spider-Man" viering door over de vangrail te klimmen. Hij klom over het hek met het straatnaambordje "Dan Wheldon Way", dat dagen eerder door de stad St. Petersburg ter nagedachtenis aan Wheldon was aangewezen.
2013: James Hinchcliffe won de eerste IndyCar-race uit zijn carrière door bij een herstart in ronde 85 van 110 de leiding over te nemen van Hélio Castroneves. Hinchcliffe hield Castroneves 1,09 seconde voor en Marco Andretti eindigde als derde. In de laatste ronde passeerde hij Simona de Silvestro voor de positie. Will Power domineerde de eerste delen van de race, maar viel aan de finish terug tot de 16e plaats na contact met J.R. Hildebrand. Dario Franchitti eindigde als laatste na een vroege crash, en titelverdediger Ryan Hunter-Reay viel uit met mechanische problemen.
2014: Takuma Sato stond op de pole, maar hij verloor de leiding in ronde 30 aan Will Power. Bij een herstart in ronde 82 bracht leider Will Power het veld weer op groen toen een "accordeon-effect" het veld op het hoofdgedeelte zag afrekenen. Marco Andretti en rookie Jack Hawksworth maakten contact en crashten in de binnenste vangrail. Power reed de meeste ronden aan de leiding en hield Ryan Hunter-Reay en Hélio Castroneves van zich af voor de overwinning. Polesitter Takuma Sato eindigde als zesde.
2015: De seizoensopener op St. Petersburg was tevens het debuut van unieke aero kits voor Honda en Chevrolet. De ongerustheid bij de teams ging vooral uit naar de complexe, ingewikkelde en fragiele voorvleugels en het gebrek aan vervangende onderdelen. De bezorgdheid was niet ongegrond, want tientallen contacten op de baan beschadigden talloze vleugelonderdelen. Will Power won de poleposition en Team Penske veroverde de eerste vier posities op de grid. Power nam de leiding bij de start en reed 75 ronden aan de leiding. Tijdens de laatste ronde pitstops pakte Juan Pablo Montoya de leiding nadat hij een snellere pitstop had gemaakt dan Power. In de laatste ronden zette Power de achtervolging in op Montoya en verkleinde het gat tot minder dan een seconde met nog 11 ronden te gaan. Power probeerde Montoya te passeren voor de leiding in bocht 10, maar de twee auto's raakten elkaar, waardoor Power's voorvleugel werd beschadigd. Montoya behield de leiding en won, zijn eerste overwinning op een stratencircuit in IndyCar sinds 1999.
2016: Team Penske-coureur Will Power kwalificeerde zich voor de pole, maar werd kort na het einde van de sessie met een hersenschudding gediagnosticeerd en moest de race missen. Oriol Servià viel in de plaats van Power in. Simon Pagenaud, tweede in de kwalificatie, erfde de poleposition. Pagenaud reed de eerste 48 ronden aan de leiding voordat hij gepasseerd werd door zijn teamgenoot Juan Pablo Montoya. Montoya zou 44 ronden aan de leiding gaan en zo zijn tweede overwinning op rij behalen in St. Petersburg. Rookie-coureur Conor Daly reed ook 15 ronden aan de leiding als gevolg van een pitstopstrategie, maar viel aan het eind van de race buiten de top 10. De race werd vertraagd door slechts twee gele vlaggen. De eerste kwam in ronde 46 toen Luca Filippi en Marco Andretti contact maakten in de eerste bocht. De tweede kwam bij de herstart na de vorige gele vlag toen Carlos Muñoz in bocht vier in contact kwam met Graham Rahal, waardoor er een file ontstond die het racecircuit volledig blokkeerde. Na de race werd Will Power opnieuw beoordeeld en bleek hij geen hersenschudding te hebben, maar last te hebben van een slepende oorontsteking. Power werd vrijgegeven voor de volgende ronde op Phoenix International Raceway.
2017: Sébastien Bourdais crashte tijdens de kwalificatie in zijn out lap en werd gedegradeerd tot 21e en laatste startplaats. Bourdais chargeerde van de laatste naar de eerste plaats, de eerste overwinning voor Dale Coyne Racing sinds 2014. In ronde 20 begon de eerste ronde pitstops onder de groene vlag, waarbij verschillende coureurs verderop in de volgorde, waaronder Sébastien Bourdais en Simon Pagenaud, als een van de eersten binnenkwamen. De tweede volledige gele vlag van de race kwam echter in het midden van deze pitstopronde in ronde 26, toen Tony Kanaan en Mikhail Aleshin contact maakten in bocht 4, waardoor de baan bezaaid werd met brokstukken. De zeven coureurs in de race moesten tijdens de gele vlag pitten en verloren veel baanposities. Na de pitstops reden Pagenaud, Bourdais en Marco Andretti op de 1ste-2de-3de plaats. Bourdais kwam in ronde 37 voorbij Pagenaud en begon weg te rijden. Na de tweede en derde ronde pitstops kwam Bourdais met 10 seconden voorsprong tevoorschijn en zegevierde op Pagenaud en Scott Dixon.
2020: In een seizoen ingekort door de COVID-19 pandemie, werd de nieuwe Roger Penske geleide IndyCar gedwongen om de St. Petersburg Grand Prix te verplaatsen van de seizoensopener naar de seizoensfinale. De race bleek een kampioenschap beslissende krachtmeting tussen Scott Dixon en Josef Newgarden, waarvan de laatste de race van 2019 won en de eerste nog nooit in St. Petersburg had gewonnen. Dixon moest achtste of beter eindigen om het kampioenschap te winnen, terwijl Newgarden zowel de race moest winnen als minstens negen posities beter moest eindigen dan Dixon om het kampioenschap te beklinken. Hoewel Penske's Will Power zich kwalificeerde voor een negende pole in St. Petersburg was het Andretti Autosport's Alexander Rossi die het grootste deel van de race aan de leiding reed voordat hij een fout maakte en in de muren crashte. In de laatste stint slaagde Newgarden erin om Pato O'Ward te passeren voor de leiding in de race, waardoor de normaal rustige Dixon gedwongen werd om agressief naar de derde positie te rijden en daar te finishen om zijn zesde IndyCar-kampioenschap te winnen.
2021: St. Petersburg keerde in 2021 terug naar zijn meer traditionele vroege seizoensslot, maar werd in plaats daarvan geplaatst als de tweede race van het seizoen in plaats van de seizoensopener. Gedurende het hele weekend bleek Andretti Autosport's Colton Herta de snelste coureur te zijn en domineerde uiteindelijk de race door vanaf poleposition te winnen. Achter hem wonnen Penske-coureurs Josef Newgarden en Simon Pagenaud, die Jack Harvey van Meyer Shank Racing achter zich lieten en zo het podium vervolledigden.
2022: Voor het eerst in twee jaar keerde de GP van Sint-Petersburg terug naar de seizoensopener. De Grand Prix vond plaats op 27 februari, de vroegste datum waarop de Grand Prix ooit werd georganiseerd en de vroegste seizoensstartdatum voor de IndyCar Series. De startgrid was ook de grootste in de geschiedenis van het evenement met zesentwintig inschrijvingen, waaronder vijfentwintig fulltime auto's en coureurs. Team Penske's tweede jaars coureur en voormalig Supercars kampioen Scott McLaughlin kwalificeerde zich voor Romain Grosjean, Simon Pagenaud, Will Power, Colton Herta, en Rinus VeeKay voor de poleposition, zijn eerste in IndyCar. McLaughlin gebruikte een twee-stops brandstofbesparende strategie om het grootste deel van de race aan de leiding te gaan. Zijn strategie hield stand, zelfs toen rookie David Malukas in de 26e ronde een gele vlag veroorzaakte. In de laatste ronden begon Álex Palou, kampioen van 2021, die dezelfde strategie als McLaughlin gebruikte, McLaughlin op te jagen voor de leiding. McLaughlin versloeg Palou's poging tot een overcut in de laatste serie pitstops en behield genoeg 'push-to-pass' om deze te gebruiken om zowel Palou af te houden als zich door het verkeer te werken en zijn eerste IndyCar-overwinning te pakken. Palou eindigde als tweede, zijn beste finish op een stratencircuit. Will Power zou het podium completeren met de derde plaats.